# HIST2H2AB
HIST2H2AB‏ (Histone cluster 2 H2A family member b) هوَ بروتين يُشَفر بواسطة جين HIST2H2AB في الإنسان.